# Grudzień 2005

## 1 grudnia2005
- Prokuratura Rejonowa w Płońsku postawiła Otylii Jędrzejczak zarzut nieumyślnego spowodowania wypadku drogowego, w którym zginął jej brat, Szymon Jędrzejczak.
- Rozbił się śmigłowiec, którym podróżował szef hiszpańskiej opozycji Mariano Rajoy. Polityk wyszedł cało z katastrofy.
- Południowa Afryka jako piąte państwo na świecie po Kanadzie, Hiszpanii, Holandii i Belgii uzna małżeństwa homoseksualne. Trybunał konstytucyjny RPA uznał obecne restrykcyjne prawo za sprzeczne z konstytucją i jako takie będzie musiało być ono zmienione w przęciągu roku.

## 3 grudnia2005
- Prezydent Ukrainy Wiktor Juszczenko wprowadził stan wyjątkowy w pięciu miejscowościach na Krymie, w których stwierdzono u drobiu wirus ptasiej grypy.

## 4 grudnia2005
- W Kazachstanie odbywają się wybory prezydenckie. Faworytem jest urzędujący prezydent Nursułtan Nazarbajew rządzący krajem od 1990. Najpoważniejszym spośród kontrkandydatów jest przywódca opozycji Żarmachan Tujakbaj.

## 5 grudnia2005
- Minister Rolnictwa i Rozwoju Wsi Krzysztof Jurgiel wręczył w imieniu Prezesa Rady Ministrów Kazimierza Marcinkiewicza akt powierzenia Elżbiecie Kaufman-Suszko obowiązków prezesa Agencji Restrukturyzacji i Modernizacji Rolnictwa.
- W Polsce przestały obowiązywać międzystrefowe numery kierunkowe.

## 6 grudnia2005
- Chińska policja użyła ostrej broni palnej przeciwko protestującym mieszkańcom wioski Dongzhou w graniczącej z Hongkongiem prowincji Guangdong. Niezależne źródła informują o ponad dwudziestu zabitych. Było to pierwsze użycie broni ostrej przeciwko cywilom od czasu protestów na Placu Tian’anmen w 1989 roku. (Times OnLine)

## 8 grudnia2005
- Po spotkaniu ministrów państw NATO sekretarz generalny organizacji Jaap de Hoop Scheffer oświadczył, że po rozmowie z amerykańską sekretarz stanu Condoleezzą Rice wyklucza możliwość istnienia więzień CIA w Polsce i Rumunii. Podobne stanowisko zajęły dyplomacje innych krajów członkowskich, w tym francuska.
- Media poinformowały, o zwróceniu się Lwa Rywina do prezydenta Aleksandra Kwaśniewskiego z prośbą o ułaskawienie.

## 9 grudnia2005
- Janusz Kurtyka został wybrany przez Sejm na prezesa IPN. Za jego kandydaturą zagłosowało 332 posłów z PiS, PO, LPR i PSL. Wybór musi jeszcze zaakceptować Senat.
- Aster City Cable, czwarty pod względem wielkości operator telewizji kablowej w Polsce, został odkupiony za 1,6 mld złotych przez fundusz inwestycyjny Mid Europa Partners od innego funduszu, Lion Capital. (Gazeta.pl)
- W niemieckim Lipsku odbyło się losowanie grup rozgrywek Mistrzostw Świata 2006, które odbędą się w czerwcu przyszłego roku. Polacy trafili do grupy z gospodarzami, drużyną Niemiec oraz z Ekwadorem i Kostaryką.

## 10 grudnia2005
- W miejscowości Leverstock Green na północ od Londynu doszło do serii silnych eksplozji w składzie paliw Buncefield należącym do spółki Total Texaco. Ranne zostały 43 osoby, ponad 2 tysiące ewakuowano. Przyczyny nie są na razie wyjaśnione, ale policja odrzuca możliwość ataku terrorystycznego.
- Po czterech dniach dementi rząd Chińskiej Republiki Ludowej przyznał, że podczas tłumienia zamieszek w Dongzhou zginęli ludzie.
- Xbox 360, nowa konsola gier wideo firmy Microsoft została wypuszczona na rynek japoński.
- Na konkursie w Chinach tytuł Miss World otrzymała Islandka Unnur Birna Vilhjalmsdottir.

## 11 grudnia2005
- Zakończyła się pierwsza tura wyborów prezydenckich w Chile, do drugiej tury przeszli Michelle Bachelet (CPD) i Sebastián Piñera (RN).

## 12 grudnia2005
- We wczesnych godzinach rannych miał miejsce silny wybuch w stolicy Grecji – Atenach. Do zdarzenia doszło przed gmachem poczty głównej w centrum miasta.

## 13 grudnia2005
- Ugaszono pożar zbiorników w składzie paliw w Leverstock Green (Londyn). Do wybuchu doszło 11 grudnia.

## 14 grudnia2005
- Dziennikarka TVN – Justyna Pochanke, uzyskała tytuł Dziennikarza Roku 2005. Wręczenie nagród odbyło się w Warszawie.

## 15 grudnia2005
- Pożar w szpitalu w północno-wschodnich Chinach. Zginęło ponad 30 osób.
- Wybory parlamentarne w Iraku (pierwsze od upadku Saddama Husajna) zakończone. Wyniki będą znane za dwa tygodnie lub później.

## 16 grudnia2005
- Prezydent Aleksander Kwaśniewski zastosował prawo łaski wobec Zbigniewa Sobotki, zmniejszając karę więzienia do 1 roku, w zawieszeniu na 2 lata.
- Wybuch na terenie elektrowni jądrowej w Sosnowym Borze (niedaleko Petersburga – Rosja). Eksplozja nastąpiła podczas przetopu złomu, jednak nie była spowodowana działaniem elektrowni. Rannych zostało kilka osób.

## 17 grudnia2005
- Osiągnięto porozumienie w sprawie budżetu UE. W latach 2007–2013 przewidywane wydatki wyniosą 862,363 mld euro; Polska dostanie najprawdopodobniej 59,65 mld euro funduszy strukturalnych i spójności.
- W miejscowości Irura (Hiszpania) eksplodował ładunek wybuchowy. Za atakiem stała ETA. Nie było rannych.

## 20 grudnia2005
- Rozpoczął się strajk pracowników komunikacji miejskiej w Nowym Jorku. Miasto, w którym z transportu publicznego korzysta dziennie siedem milionów osób zostało sparaliżowane przez wyłączenie z ruchu autobusów i metra. Koszty strajku prowadzonego w czasie ważnego dla turystyki i handlu okresu przedświątecznego szacowane są na 400 mln dolarów na dobę.
- Sąd federalny w Harrisburgu zakazał nauczania w miejscowej szkole koncepcji inteligentnego projektu.
- Izrael: Binjamin Netanjahu został wybrany nowym liderem Likudu.

## 22 grudnia2005
- Janusz Kurtyka został prezesem Instytutu Pamięci Narodowej.
- O 14:35 czasu miejscowego skończył się strajk pracowników nowojorskiej komunikacji miejskiej. Transport miejski działał w pełni od następnego dnia rano. Akcja była nielegalna na mocy regulacji zabraniającej strajków pracownikom sektora publicznego.

## 23 grudnia2005
- Lech Kaczyński został zaprzysiężony na Prezydenta RP.

## 25 grudnia2005
- Rosyjska rakieta Proton-K wystartowała z kosmodromu Bajkonur w Kazachstanie wynosząc trzy satelity wchodzące w skład globalnego systemu nawigacji satelitarnej GLONASS. Satelity mają przebywać w kosmosie siedem lat. (IAR, za TVP)
- W wyniku błędu pracowników doszło do uszkodzenia i wyłączenia reaktora nr 1 w jedynej na kontynencie afrykańskim elektrowni atomowej Koeberg w Południowej Afryce.

## 27 grudnia2005
- Premier Kazimierz Marcinkiewicz ogłosił, że Rada Ministrów poprosi prezydenta Kaczyńskiego o przedłużenie polskiej misji w Iraku do końca 2006 roku. Jest to termin późniejszy niż wcześniej przewidywano i wzbudził sprzeciw opozycji. Kontyngent miałby być zredukowany w marcu do około 900 żołnierzy i mieć charakter doradczo-szkoleniowy. (Rzeczpospolita)
- Rada Federacji – izba wyższa rosyjskiego parlamentu – przyjęła nową ustawę o specjalnej strefie ekonomicznej w obwodzie królewieckim. Nowe prawo wspierające inwestycje w regionie ma obowiązywać 25 lat. (Rzeczpospolita)

## 28 grudnia2005
- Powstał polski serwis internetowy wykop.pl.
- Prezydent RP Lech Kaczyński powołał Radę Bezpieczeństwa Narodowego. W jej skład wszedł brat prezydenta, Jarosław Kaczyński.
- GIOVE-A, pierwszy z satelitów nowego europejskiego systemu nawigacyjnego Galileo, został wystrzelony z kosmodromu Bajkonur. Wyniesiony na orbitę przez rosyjską rakietę Sojuz-FG, przesłał na Ziemię pierwsze sygnały. Na wystrzelenie oczekiwał kolejny satelita testowy – GIOVE-B. Nowa sieć nawigacji satelitarnej, której ukończenie budowy zostało przewidziane na rok 2010 miała na celu uniezależnienie Europy od amerykańskiego systemu GPS. (TVP, BBC)

## 29 grudnia2005
- Janusz Kurtyka został zaprzysiężony na prezesa IPN.
- W Skorogoszczy w gminie Lewin Brzeski (województwo opolskie) wyłączono ostatnią w Polsce analogową centralę telefoniczną, obsługującą 600 abonentów.

## 31 grudnia2005
- Zawieszono negocjacje pomiędzy lekarzami rodzinnymi skupionymi w Porozumieniu Zielonogórskim oraz NFZ. Pat w rozmowach może spowodować pozbawienie 10 mln pacjentów podstawowej opieki medycznej od Nowego Roku. Wicepremier Dorn zagroził lekarzom, którzy odmówią pracy, że zostaną wcieleni do wojska. W reakcji na tę wypowiedź posłowie PO zażądali jego dymisji. (Gazeta.pl, Gazeta.pl)